# Château de la Chassaigne (Chevagnes)
Pour les articles homonymes, voir Château de la Chassaigne (homonymie).
Le  château de la Chassaigne est un édifice situé à Chevagnes, en France.

## Localisation
Le château est situé sur le territoire de la commune de Chevagnes, au sud-est du village, à l'est du hameau des Dreniaux, dans le département de l'Allier en région Auvergne-Rhône-Alpes.

## Description
Le château est une demeure sur plusieurs niveaux avec des tours carrées en briques décoratives.

## Historique
Le château date des XVIe et XVIIe siècles : en 1503, l’écuyer Anthoine de Thony fait aveu à Anne de France, la duchesse de Bourbon de son « hostel, terre, domaine, chevance de la Chassaigne ... cens, rentes, tailles et corvées qui peuvent valoir toutes charges payées 15 livres ». Il passe au XVIIIe siècle à la famille de la Fosse dont des membres sont connus par les registres paroissiaux. Le 23 janvier 1787 Charles, fils de Pierre de la Fosse, ancien fournisseur de la marine pour le roi, se marie en son château de la Chassaigne.